# 姫里 (大阪市)
姫里（ひめさと）は、大阪府大阪市西淀川区にある地名。現行行政地名は姫里一丁目から姫里三丁目。

## 地理
西淀川区の南東部に位置し、北東に野里、東に花川、北西に千舟、南西に姫島と接している。

## 世帯数と人口
2019年（平成31年）3月31日現在の世帯数と人口は以下の通りである。
| 丁目       | 世帯数    | 人口    |
| ---------- | --------- | ------- |
| 姫里一丁目 | 1,590世帯 | 2,837人 |
| 姫里二丁目 | 1,211世帯 | 2,143人 |
| 姫里三丁目 | 1,237世帯 | 3,044人 |
| 計         | 4,038世帯 | 8,024人 |

### 人口の変遷
国勢調査による人口の推移。
| 1995年（平成7年）  | 4,871人 | [ 5 ] |  |
| 2000年（平成12年） | 5,697人 | [ 6 ] |  |
| 2005年（平成17年） | 6,453人 | [ 7 ] |  |
| 2010年（平成22年） | 7,003人 | [ 8 ] |  |
| 2015年（平成27年） | 7,631人 | [ 9 ] |  |

### 世帯数の変遷
国勢調査による世帯数の推移。
| 1995年（平成7年）  | 2,150世帯 | [ 5 ] |  |
| 2000年（平成12年） | 2,527世帯 | [ 6 ] |  |
| 2005年（平成17年） | 2,914世帯 | [ 7 ] |  |
| 2010年（平成22年） | 3,228世帯 | [ 8 ] |  |
| 2015年（平成27年） | 3,423世帯 | [ 9 ] |  |

## 事業所
2016年（平成28年）現在の経済センサス調査による事業所数と従業員数は以下の通りである。
| 丁目       | 事業所数  | 従業員数 |
| ---------- | --------- | -------- |
| 姫里一丁目 | 78事業所  | 493人    |
| 姫里二丁目 | 98事業所  | 1,046人  |
| 姫里三丁目 | 31事業所  | 735人    |
| 計         | 207事業所 | 2,274人  |

## 交通

### 鉄道
- 阪神電気鉄道
  - 姫島駅（阪神本線）
- 西日本旅客鉄道（JR西日本）
  - 御幣島駅（JR東西線）

### 道路
- 阪神高速3号神戸線
  - 姫島出入口
- 国道2号（野里との境界）

## 施設
公共施設
- 西淀川警察署姫島駅前交番

公園
- 上町公園

教育機関
- 大阪市立姫里小学校

医療機関
- 苗加病院

郵便局
- 西淀川郵便局

商業施設
- 阪急オアシス姫島店
- 業務スーパー西淀川店

企業
- コンテック（本社）

## その他

### 日本郵便
- 〒555-0025[3]（集配局：西淀川郵便局[11]）